# Fair Stone

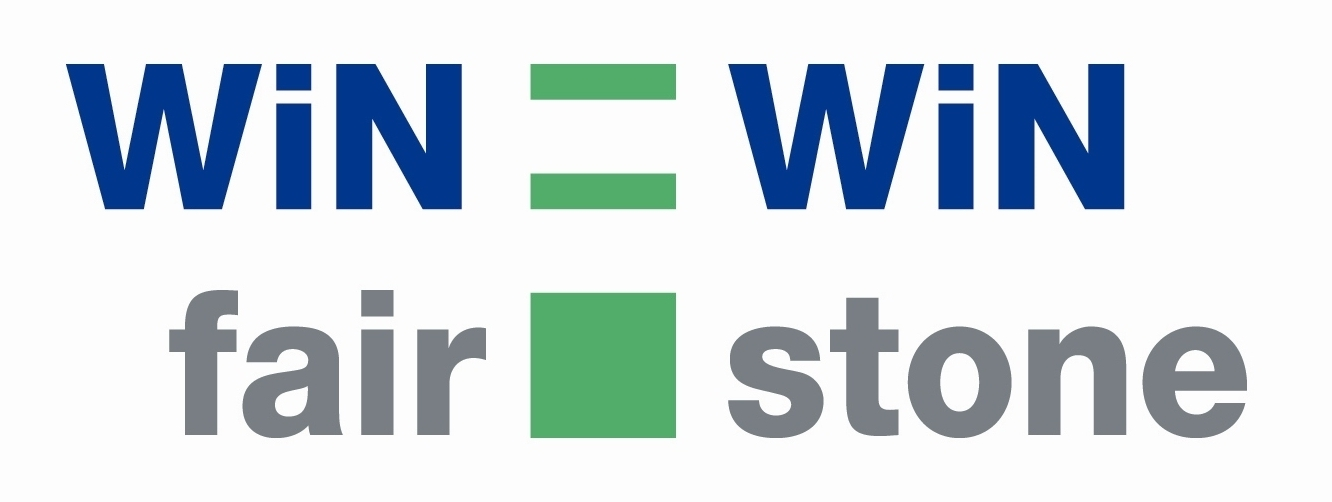
Muster des Fair Stone Logos

Fair Stone ist ein seit 2007 existierender, internationaler Sozial- und Umweltstandard für Natursteinimporte.

Zahlreiche Fair Stone Partner haben begonnen den Standard in ihren Lieferketten erfolgreich zu implementieren. Ende 2012 wurden die ersten Zulieferbetriebe in China von unabhängigen Stellen auditiert. Fair Stone arbeitet primär in China, Vietnam und der Türkei.
Das Siegel ist produktorientiert und zertifiziert ausschließlich bestimmte Materialien und Produkte der Importpartner, nicht ganze Fabriken. Dies geschieht, um die Nachverfolgbarkeit gewährleisten zu können, was bei der Zertifizierung von ganzen Fabriken, die häufig auch zugekaufte, importierte Steine aus unbekannter Quelle verarbeiten, nicht möglich wäre.

## Die Relevanz von Natursteinsiegeln
Die Globalisierung und hier besonders der internationale Handel haben in den beiden letzten Jahrzehnten auch in der Natursteinbranche zu einer enormen Dynamik beigetragen. Neue technische Möglichkeiten, niedrige Preise und die Vielfalt der Natursteine trugen dazu bei, dass immer mehr Natursteine aus Schwellen- und Entwicklungsländern importiert werden.
Die Arbeitsbedingungen in den dortigen Steinbrüchen, Fabriken und Werkstätten entsprechen jedoch meist nicht den internationalen Arbeitsnormen und -bedingungen. In China sind die Mehrzahl der Arbeiter in den Steinbrüchen, aber auch in den weiterverarbeitenden Unternehmen, durch Staub, Lärm und schlechte Arbeitsbedingungen gefährdet. In anderen Ländern, wie beispielsweise in Indien, kommt Kinderarbeit hinzu, die sich vielfach aus Schuldknechtschaft ihrer Familien begründet.

## Entstehung von Fair Stone
Fair Stone wurde von der WiN=WiN GmbH – Agentur für globale Verantwortung in zwei Jahren in enger Kooperation mit Managern einer Lieferkette für Natursteine aus China nach Europa, Experten der International Social Security Association (ISSA), der ehemaligen deutschen Steinbruchs-Berufsgenossenschaft (StBG), und internationalen Arbeitsrechts- und Sozialexperten entwickelt und steht nun als speziell für Natursteine entwickelter Standard der Importwirtschaft zur Verfügung. Fair Stone bemüht sich um eine weltweite Verbreitung mit dem Ziel, die Arbeitsbedingungen der Menschen in der Natursteinwirtschaft besonders in Asien und zukünftig auch in Lateinamerika und Afrika zu verbessern.
Die (Weiter-)Entwicklung des Fair Stone Standards wird durch eine ehrenamtliche Steuerungsgruppe gefördert und begleitet, die auch den Standard entsprechende Entscheidungen im Konsens fällen. Mitglieder sind der ehemalige Bundesarbeitsminister Walter Riester, Klaus Mai (Architekt) und Rainer Krug (Geschäftsführer des Deutschen Naturwerkstein Verbandes).
Zusätzlich gibt ein Beirat wesentliche Anregungen und vertritt Fair Stone auch in der Öffentlichkeit.

## Funktionsweise des Fair-Stone-Standards und Siegel
Die Funktionsweise des Fair Stone Standards ähnelt anderen Standards wie Forest Stewardship Council (FSC), Marine Stewardship Council (MSC), SA8000 oder der Business Social Compliance Initiative (BSCI).
Unternehmen, die ihre Lieferketten am Standard Fair Stone orientieren wollen, übernehmen die Verantwortung für die Umsetzung und werden als Fair Stone Partner bezeichnet. Im Rahmen eines Kooperationsvertrages registrieren sie ihre Lieferketten aus den Entwicklungs- und Schwellenländern bei Fair Stone. Diese unterzeichnen ein Supplier Agreement und verpflichten sich aktiv an der Umsetzung des Standards teilzuhaben. Die nun registrierten Lieferketten der Fair Stone Supplier werden von lokalen Fair-Stone-Repräsentanten vor Ort besucht, Schulungen zu den Themen Arbeitssicherheit, Persönliche Schutzausrüstung, Umgang mit Gefahrstoffen etc. werden gehalten und im Step by Step Reporting dokumentiert. Fair Stone Repräsentanten begleiten diesen Prozess durch ihre Unterstützung, beispielsweise durch die Bereitstellung von Schulungsmaterialien und Hinweisschildern sowie durch angekündigte und unangekündigte Kontrollbesuche.
Um eine Lieferkette registrieren zu können, müssen folgende Vorbedingungen erfüllt sein:
- Keine Kinderarbeit
- Keine Zwangsarbeit
- Selbstverpflichtung zur Mitarbeit bei der Verbesserung der Arbeitsbedingungen

Hierzu verpflichten sich die teilnehmenden Lieferketten durch das Unterschreiben des Supplier Agreements.
Das Fair-Stone-Siegel darf erst genutzt werden, wenn über die Vorbedingungen hinaus folgende Maßnahmen stattgefunden und durch einen Fair-Stone-Repräsentanten begutachtet wurden:
- Fair Stone Workshop
- Persönliche Schutzausrüstung für Arbeiter werden benutzt
- Klarer Materialfluss ist erkennbar
- Sicherheitsschilder und Feuerlöscher wurden sinnvoll installiert
- Tracing Fair Stone Software wird benutzt

Unabhängige, externe Prüfer, u. a. vom TÜV Rheinland führen spätestens nach drei Jahren eine Auditierung in den Betrieben durch und erteilen die Fair-Stone-Zertifikate. Erfolgreich auditierte Fair Stone Supplier werden dann als Certified Fair Stone Supplier geführt. Erfüllt der Lieferant die Bedingungen des Standards nicht, kann er nach spätestens einem weiteren Jahr erneut auditiert werden, bevor er das Recht verliert, sich als Fair-Stone-Lieferant zu bezeichnen.

## Inhalte des Fair Stone Standards
Der Fair Stone Standard ist in fünf Teile gegliedert: (1) Steinbrüche, (2) Natursteinfabriken, (3) Lieferketten (Importeure/Exporteure), (4) Assoziierte Partner (z. B. Steinmetze und Händler) und (5) Management System.
Die Kriterien wurden von den Experten der ISSA und weiteren Fachleuten auf der Basis internationaler Normen und mehrerer Besuche in den chinesischen Produktionsbetrieben erarbeitet.
Im Standard selbst sind die verschiedenen Gefahren, denen die Arbeiter ausgesetzt sind, explizit angesprochen und Indikatoren aufgeschrieben, an denen die teilnehmenden Fabriken oder Steinbrüche ihre Einhaltung überprüfen können, z. B.:
- Arbeitszeiten und Vergütung
- Vermeidung von Lärm, Vibration und schädlicher Körperhaltung
- Umgang mit Gefahrstoffen und Maschinen
- Umweltauflagen wie Abwasserklärung und Renaturierung

### Arbeitsrechtliche Kriterien
Diese Kriterien beinhalten u. a. die genannten Fair Stone Voraussetzungen wie das Verbot ausbeuterischer Kinder- und Zwangsarbeit (Schuldknechtschaft).
Die Basis für die arbeitsrechtlichen Fair Stone Kriterien bilden u. a. die Konventionen der International Labour Organization (ILO):
- C182 Übereinkommen gegen ausbeuterische Kinderarbeit
- C138 Übereinkommen über das Mindestalter für die Zulassung zur Beschäftigung
- C105 und C29 gegen Zwangsarbeit und ihre Abschaffung
- C155 Übereinkommen für Sicherheit und Gesundheit am Arbeitsplatz
- C148 Übereinkommen zum Schutz der Arbeitnehmer vor Luftverunreinigungen, Lärm, Vibrationen
- C170 Übereinkommen über Umgang mit Chemikalien.

Sektorspezifische Problematiken wie der Schutz vor Silikose (Staublunge) und spezielle Problematiken in dem jeweiligen Land, z. B. das Fehlen von Arbeitsverträgen oder Krankenversicherungen, wurden in einem Stakeholderdialog identifiziert und Lösungen aufgezeigt.
Die Einhaltung der nationalen Gesetze ist ein weiterer wesentlicher Teil der Fair Stone Kriterien.

### Umweltschutz
Die Beachtung von Umwelt- und Ressourcenschutz ist notwendig, um die Nachhaltigkeit, d. h. die Chancen zukünftiger Generationen, zu sichern. Insbesondere die Themen Abfall- bzw. Abwasserentsorgung und der Verbrauch von Ressourcen wie Wasser und Energie werden im Standard aufgegriffen.
Für die Steinbrüche gibt es zudem spezifische Vorgaben zur Renaturierung und zum Schutz der Biodiversität.

### Managementsystem
Das Managementsystem Fair Stone behandelt die Einhaltung des Standards, die Umsetzung und Dokumentation sowie die Rückverfolgbarkeit der Natursteine. Integrierte Bestandteile sind beispielsweise:
- Angemeldete und unangemeldete Kontrollen durch Fair Stone Repräsentanten
- Step by Step Reporting über vollzogene Maßnahmen und Verbesserungen
- Tracing Fair Stone – die Rückverfolgbarkeitssoftware

## Siegelnutzung
Jede in der Nachverfolgbarkeitssoftware Tracing Fair Stone eingetragene Lieferung von einem bei Fair Stone registrierten Produkt eines Fair Stone Suppliers an einen Fair Stone Partner darf mit dem Fair Stone Siegel bedruckt werden. Der mit dem Siegel anzubringende QR-Code ist lieferungsspezifisch und gibt Auskunft über die Herkunft, den Importeur und den Ankunftsort.
Dabei ist wichtig, dass nur dann das Fair Stone Siegel genutzt werden darf, wenn:
- Der Lieferant siegelnutzungsberechtigter Fair Stone Supplier ist (d. h. über die Vorbedingungen hinaus grundlegende Arbeitsschutzrichtlinien eingehalten werden und dies von Fair Stone überprüft wurde) UND
- Das Material (z. B. welcher spezielle Granit) bei Fair Stone registriert ist UND
- Die Lieferung im Tracing Fair Stone System eingetragen ist UND
- An einen Fair Stone Partner geliefert wird.

## Tracing Fair Stone
Die eigens entwickelte Tracing Fair Stone Software ermöglicht es Fair Stone sowie interessierten Kunden und dem Fair Stone Partner selbst, Lieferungen von der Bestellung über die Verschiffung bis zum Lager zurückzuverfolgen. Nur eingetragene Lieferungen dürfen das Fair Stone Siegel tragen. Über die Bestellnummer oder den seit 2012 eingeführten QR-Code wird es jedem ermöglicht, die Lieferdaten online abzufragen und den Herstellungsort herauszufinden.

## Missbrauch
In dem Kooperationsvertrag für Fair Stone Lieferanten und Partner müssen sich diese schriftlich verpflichten keinen Missbrauch mit dem Siegel zu betreiben. Verstöße gegen die Vereinbarungen werden mit dem Entzug des Siegels oder in schweren Fällen mit Forderungen nach Schadensersatz sanktioniert.